# Joseph Green (Autor)
Joseph Lee Green (geboren 14. Januar 1931 in Compass Lake, Jackson County, Florida) ist ein amerikanischer Science-Fiction-Autor und Wissenschaftsredakteur, der 31 Jahre bei der NASA im John-F.-Kennedy-Raumfahrtzentrum arbeitete. 

## Leben
Green ist der Sohn von Francis Marion Green and Mattie Green, geborene Carlisle. Er studierte an der University of Alabama, wo er mit dem Bachelor abschloss.
Nach seinem Studium arbeitete von 1949 bis 1951 er als Labortechniker für International Paper in Panama City, danach als Werkstattarbeiter, Schweißer und Maschinenschlosser bei der Einrichtung von Abschussbasen für Bomarc- und Minuteman-Raketen. 1959 bis 1963 arbeitete er für Boeing und ab 1965 war er technisch-wissenschaftlicher Redakteur bei der NASA am Kennedy Space Center in Florida, zuletzt war er dort stellvertretender Leiter des Education Office, in dem wissenschaftliche Informationen der NASA für die Öffentlichkeit populär aufbereitet wurden. Ende der 1990er Jahre wurde er pensioniert.
1951 heiratete er Juanita Henderson, mit der er einen Sohn und eine Tochter hat und von der er 1975 geschieden wurde. Im gleichen Jahr heiratete er Patrice Milton, mit der er zwei Töchter hat.
Seine erste Kurzgeschichte The Engineer erschien 1962 in dem SF-Magazin New Worlds. Seither hat Green über 70 Kurzgeschichten und sechs Romane veröffentlicht. Sein bekanntester Roman ist Gold the Man (1971, auch als The Mind Behind the Eye erschienen, deutscher Titel Der schlafende Gigant), der vom Krieg der Menschen mit den Hilt-Sil handelt, einer Rasse 100 Meter großer humanoider Riesen. Einer der Riesen wird gefangen und Gold, ein Übermensch mit erweitertem Neocortex wird in seinem Kopf installiert und kann so auf der Heimatwelt der Hilt-Sil seine Beobachtungen machen. Diese Welt wird als ein friedfertiges Utopia geschildert, die allerdings durch die drohende Zerstörung ihrer Sonne bedroht ist.
Häufiges Thema in Greens SF ist die Begegnung mit außerirdischen Intelligenzen.
Seine Aliens sind dabei keine Horrorgestalten, die an primitive Ängste appellieren, sondern nur fremde Kreaturen, die es zu verstehen gilt. Dieser positive Ansatz der gewaltfreien Konfliktlösung zu Zeiten des Kalten Kriegs, in denen seine Romane entstanden, gibt Greens Romanen und Erzählungen eine sympathische Anmutung.
Ein Großteil von Greens frühen Kurzgeschichten erschien gesammelt in An Affair with Genius (1969). Seine Kurzgeschichte  The Decision Makers wurde 1966 für den Nebula Award nominiert.
Seit 1989 publizierte Green auch mehrere Kurzgeschichten unter dem Pseudonym Francis Marion Soty.
Ab 2002 erschienen Kurzgeschichten Greens auch in Onlinemagazinen.

## Bibliographie
Romane
- The Loafers of Refuge (1965)
  - Deutsch: Welt der Chaoten. Ullstein 2000 #140 (3445), 1978, ISBN 3-548-03445-4.
- Gold the Man (1971, auch als The Mind Behind the Eye, 1972)
  - Deutsch: Der schlafende Gigant. Goldmann Science Fiction #23363, 1981, ISBN 3-442-23363-1.
- Conscience Interplanetary (1972)
  - Deutsch: Meine Freunde, die Aliens. Heyne SF&F #3843, 1981, ISBN 3-453-30772-0.
- Star Probe (1976)
  - Deutsch: Invasion aus dem Nichts. Bastei Lübbe Science Fiction Taschenbuch #21085, 1976, ISBN 3-404-00519-8.
- The Horde (1976)
- Spies of Nyscandia (2017)

Sammlungen
- An Affair with Genius (1969)
  - Deutsch: Experiment Genius. Goldmanns Weltraum Taschenbücher #0118, 1970.
- Magicon Original Bookmark Anthology, #3 (1989)
- Running Wild (2016)

Kurzgeschichten
- The Engineer (1962)
  - Deutsch: Der Ingenieur. In: Experiment Genius. 1970.
- Initiation Rites (1962)
- The Colonist (1962)
- Once Around Arcturus (1962)
  - Deutsch: Einmal um Arkturus. In: Experiment Genius. 1970.
- Life-Force (1962)
  - Deutsch: Lebenskraft. In: Experiment Genius. 1970.
- Transmitter Problem (1962)
- The Fourth Generation (1963)
- The-Old-Man-in-the-Mountain (1963)
- Refuge (1963)
- Haggard Honeymoon (1964, mit James Webbert)
- The Creators (1964)
- Single Combat (1964)
  - Deutsch: Ein Zweikampf. In: Experiment Genius. 1970.
- Treasure Hunt (1965)
- Tunnel of Love (1965)
  - Deutsch: Der Liebestunnel. In: Experiment Genius. 1970.
- The Decision Makers (1965)
  - Deutsch: Die Befehlshaber. In: Experiment Genius. 1970. Auch als: Die Entscheider. In: Science-Fiction-Stories 61. Ullstein 2000 #118 (3260), 1976, ISBN 3-548-03260-5.
- Dance of the Cats (1965)
  - Deutsch: Tanz der Katzen. In: Experiment Genius. 1970.
- Birth of a Butterfly (1967)
- Jinn (1968)
  - Deutsch: Experiment Genius. In: Experiment Genius. 1970.
- When I Have Passed Away (1969)
- An Affair with Genius (1969)
  - Deutsch: Zwei Welten. In: Experiment Genius. 1970.
- The Shamblers of Misery (1969)
- Death and the Sensperience Poet (1970)
- First Light on a Darkling Plain (1971)
- Wrong Attitude (1971)
- The Butterflies of Beauty (1971)
- The Crier of Crystal (1971)
- One Man Game (1972)
- The Dwarfs of Zwergwelt (1972)
- The Seventh Floor (1972)
- Three-Tour Man (1972)
- A Custom of the Children of Life (1972)
- Let My People Go! (1973)
  - Deutsch: Lasset mein Volk ziehen!. In: Roger Elwood (Hrsg.): Jenseits von morgen. Ueberreuter, 1976, ISBN 3-8000-3137-X.
- Space to Move (1973)
- Robustus Revisited (1973)
- The Birdlover (1973)
- A Star is Born (1974)
- Walk Barefoot on the Glass (1974)
- The Waiting World (1974)
- Jaybird's Song (1974)
- A Death in Coventry (1975)
- Encounter with a Carnivore (1975)
- Last of the Chauvinists (1975)
- Jeremiah, Born Dying (1976)
- To See the Stars That Blind (1977, mit Patrice Milton)
- The Wind Among the Mindymuns (1978, mit Patrice Milton)
- The Speckled Gantry (1979, mit Patrice Milton)
- Gentle Into That Good Night (1981)
- Still Fall the Gentle Rains (1981, mit Patrice Milton)
- Easy Ed (1982, mit Patrice Milton)
- In the Court of the Chrysoprase King (1983, mit Patrice Milton)
- And Be Lost Like Me (1983)
- Raccoon Reaction (1983)
- The Ruby Wand of Asrazel (1985)
- The Election of Deputy Dr. Doom (1989, als Francis Marion Soty)
- The Ultimate Prejudice (1989)
- With Conscience of the New (1989, mit Patrice Milton)
- The Clean Limbs of Robots (1991, als Francis Marion Soty)
- Call to Glory (1991, als Francis Marion Soty)
- The Taking of Slaves (1992, als Francis Marion Soty)
- Plague Ship (2006)
- The Second Kalandar's Tale (2011, als Francis Marion Soty)
- Turtle Love (2011)
- The Gazelle Who Begged for Her Life (2015, als Francis Marion Soty)